# Conca de Dalt
Conca de Dalt település Spanyolországban, Lleida tartományban. Conca de Dalt Baix Pallars, El Pont de Suert, Abella de la Conca, Tremp, Cabó, Senterada, La Pobla de Segur, Isona i Conca Dellà és Salàs de Pallars községekkel határos. Lakosainak száma 434 fő (2024).

## Népesség
A település népessége az utóbbi években az alábbiak szerint változott:
| Lakosok száma | 883  | 2833 | 1763 | 1160 | 473  | 437  | 410  | 443  | 418  | 434  |
|               | 1717 | 1887 | 1936 | 1960 | 1986 | 2004 | 2009 | 2014 | 2019 | 2024 |